# Павловское (Кувшиновский район)
Павловское — деревня в Кувшиновском районе Тверской области. Входит в состав Тысяцкого сельского поселения.

## География
Находится в центральной части Тверской области на расстоянии приблизительно 15 км (по прямой) на север-северо-восток от города Кувшинова, административного центра района.

## История
Была отмечена на карте еще на карте Менде (состояние местности соответствовало 1848 году). В 1859 году здесь (деревня Новоторжского уезда) было учтено 12 дворов. До 2015 года входила в состав Пеньского сельского поселения.

## Население
Численность населения составляла 130 человек (1859 год), 0 как в 2002 году, так и в 2010.